# Tominovac
Tominovac je naselje u Republici Hrvatskoj, Požeško-slavonskoj županiji, u sastavu grada Kutjeva. 

## Zemljopis
Tominovac je smješten 19 km istočno od Požege na cesti prema Našicama, susjedna sela su Šumanovci na jugozapadu i Bjeliševac na istoku. 

## Povijest
Ruševine crkve svjedoče da je mjesto postojalo još 1690. godine. Hrvati starosjedioci su nestali za Turaka, počinju ga naseljavati Srbi, ali se ni oni dugo ne zadržavaju. Dolaze Česi, Slovaci i Nijemci a i Srbi. U blizini je bilo i selo Visoče koje je 1702. opustošeno i nije se više obnavljalo. U mjestu se nalazi kapela posvećena Bezgrešnom začeću.Do teritorijalne reorganizacije u Hrvatskoj nalazio se u sastavu stare općine Požega.

## Stanovništvo
Prema popisu stanovništva iz 2021. godine Tominovac je imao 130 stanovnika.
| broj stanovnika | 116   | 158   | 151   | 244   | 316   | 353   | 359   | 399   | 407   | 425   | 356   | 335   | 269   | 195   | 204   | 164   | 130   |
|                 | 1857. | 1869. | 1880. | 1890. | 1900. | 1910. | 1921. | 1931. | 1948. | 1953. | 1961. | 1971. | 1981. | 1991. | 2001. | 2011. | 2021. |

## Sport
U naselju je do 1991. godine djelovao nogometni klub NK Zmaj Tominovac.